# Alexander Haase
Alexander Haase (* 13. Mai 1976 in Potsdam) ist ein deutscher Handballtrainer, der als Co-Trainer der deutschen Handballnationalmannschaft und der Füchse Berlin international erfolgreich war. Aktuell ist er als Jugendtrainer an der Eliteschule des Sports in Potsdam tätig.

## Karriere

### Im Verein
Haase wurde aufgrund einer Knieverletzung bereits mit 26 Jahren Trainer des damaligen Drittligisten 1. VfL Potsdam und stieg mit seinem Heimatverein 2006 in die 2. Handball-Bundesliga auf. 2009 folgte der Wechsel nach Berlin zum Bundesligisten Füchse Berlin. Dort wurde er Assistenztrainer von Dagur Sigurdsson und übernahm parallel die 2. Mannschaft, die er wiederum 2010 in die 2. Bundesliga führte. Haase wurde mit Sigurdsson zweimal Dritter in der Handball-Bundesliga und erreichte 2011 bei der Premiere direkt das Halbfinale der EHF Champions League.

### In der Nationalmannschaft
2014 wurde er schließlich neben Axel Kromer Co-Trainer der deutschen Handballnationalmannschaft, wiederum unter der Leitung Sigurdssons. 2016 feierte das Team in Polen völlig überraschend den Europameistertitel und im Sommer desselben Jahres die Bronzemedaille bei den Olympischen Spielen in Rio de Janeiro. Als Christian Prokop 2017 Bundestrainer wurde, blieb Haase als alleiniger Co-Trainer im Team und wurde bei den Weltmeisterschaften 2019 Vierter.

### Aktuell
Eine Krankheit zwang ihn 2019, seine Tätigkeit bei der Nationalmannschaft zu beenden. Aktuell ist Haase als Handballtrainer an der Eliteschule des Sports in Potsdam tätig, wo er jungen Handballern auf dem Weg in den Profibereich hilft. Haase ist ausgebildeter Gymnasiallehrer und hält Vorträge zum Thema Führung und Teambuilding. Zudem spricht er aus eigenen Erfahrungen über den Umgang mit „Burnout“. Er ist Vorstandsmitglied des 1. VfL Potsdam, des Handball-Verbandes Brandenburg und der Deutschen Handballtrainervereinigung.